# Wereldkampioenschappen zwemmen 2019
De wereldkampioenschappen zwemmen 2019 werden van 21 tot en met 28 juli 2019 gehouden in het Nambu University Municipal Aquatics Center in Gwangju, Zuid-Korea. Het toernooi was integraal onderdeel van de wereldkampioenschappen zwemsporten 2019.

## Kwalificatie
Net als bij eerdere edities heeft de FINA kwalificatietijden opgesteld voor deelname aan de wereldkampioenschappen. Een land mag twee deelnemers per afstand afvaardigen wanneer beiden voldaan hebben aan de A-limiet en één deelnemer wanneer die minstens had voldaan aan de B-limiet. Landen waarvan geen enkele zwemmer of zwemster aan de limieten heeft voldaan mochten per sekse twee deelnemers inschrijven. Een land kon per estafette maximaal één estafetteploeg inschrijven. Limieten moeten worden gezwommen in de periode 1 juli 2018 tot en met 1 juli 2019.
| Discipline       | Mannen   | Mannen   | Vrouwen  | Vrouwen  |
| Discipline       | A-limiet | B-limiet | A-limiet | B-limiet |
| ---------------- | -------- | -------- | -------- | -------- |
| 50m vrije slag   | 22,18    | 22,96    | 25,04    | 25,92    |
| 100m vrije slag  | 48,80    | 50,51    | 54,49    | 56,40    |
| 200m vrije slag  | 1.47,40  | 1.51,16  | 1.58,66  | 2.02,81  |
| 400m vrije slag  | 3.48,15  | 3.56,14  | 4.10,57  | 4.19,34  |
| 800m vrije slag  | 7.54,31  | 8.10,91  | 8.38,56  | 8.56,71  |
| 1500m vrije slag | 15.07,38 | 15.39,14 | 16.32,04 | 17.06,76 |
| 50m rugslag      | 25,17    | 26,05    | 28,22    | 29,21    |
| 100m rugslag     | 54,06    | 55,95    | 1.00,59  | 1.02,71  |
| 200m rugslag     | 1.58,34  | 2.02,48  | 2.11,53  | 2.16,13  |
| 50m schoolslag   | 27,39    | 28,35    | 31,22    | 32,31    |
| 100m schoolslag  | 59,95    | 1.02,05  | 1.07,43  | 1.09,79  |
| 200m schoolslag  | 2.11,00  | 2.15,59  | 2.25,91  | 2.31,02  |
| 50m vlinderslag  | 23,66    | 24,49    | 26,34    | 27,26    |
| 100m vlinderslag | 51,96    | 53,78    | 58,48    | 1.00,53  |
| 200m vlinderslag | 1.56,71  | 2.00,80  | 2.09,21  | 2.13,73  |
| 200m wisselslag  | 2.00,22  | 2.04,43  | 2.13,03  | 2.17,69  |
| 400m wisselslag  | 4.17,90  | 4.26,93  | 4.43,06  | 4.52,97  |

## Programma
| S | Series | HF | Halve finales | Goud | Finale |

| Ochtendsessie | 10:00 (lokale tijd) 03:00 (MEZT) | Avondsessie | 20:00 (lokale tijd) 13:00 (MEZT) |

Mannen
| Onderdeel         | Juli | Juli | Juli | Juli | Juli | Juli | Juli | Juli | Juli | Juli | Juli | Juli | Juli | Juli | Juli | Juli |
| Onderdeel         | 21   | 21   | 22   | 22   | 23   | 23   | 24   | 24   | 25   | 25   | 26   | 26   | 27   | 27   | 28   | 28   |
| ----------------- | ---- | ---- | ---- | ---- | ---- | ---- | ---- | ---- | ---- | ---- | ---- | ---- | ---- | ---- | ---- | ---- |
| 50m vrije slag    |      |      |      |      |      |      |      |      |      |      | S    | HF   |      | Goud |      |      |
| 100m vrije slag   |      |      |      |      |      |      | S    | HF   |      | Goud |      |      |      |      |      |      |
| 200m vrije slag   |      |      | S    | HF   |      | Goud |      |      |      |      |      |      |      |      |      |      |
| 400m vrije slag   | S    | Goud |      |      |      |      |      |      |      |      |      |      |      |      |      |      |
| 800m vrije slag   |      |      |      |      | S    |      |      | Goud |      |      |      |      |      |      |      |      |
| 1500m vrije slag  |      |      |      |      |      |      |      |      |      |      |      |      | S    |      |      | Goud |
| 50m rugslag       |      |      |      |      |      |      |      |      |      |      |      |      | S    | HF   |      | Goud |
| 100m rugslag      |      |      | S    | HF   |      | Goud |      |      |      |      |      |      |      |      |      |      |
| 200m rugslag      |      |      |      |      |      |      |      |      | S    | HF   |      | Goud |      |      |      |      |
| 50m schoolslag    |      |      |      |      | S    | HF   |      | Goud |      |      |      |      |      |      |      |      |
| 100m schoolslag   | S    | HF   |      | Goud |      |      |      |      |      |      |      |      |      |      |      |      |
| 200m schoolslag   |      |      |      |      |      |      |      |      | S    | HF   |      | Goud |      |      |      |      |
| 50m vlinderslag   | S    | HF   |      | Goud |      |      |      |      |      |      |      |      |      |      |      |      |
| 100m vlinderslag  |      |      |      |      |      |      |      |      |      |      | S    | HF   |      | Goud |      |      |
| 200m vlinderslag  |      |      |      |      | S    | HF   |      | Goud |      |      |      |      |      |      |      |      |
| 200m wisselslag   |      |      |      |      |      |      | S    | HF   |      | Goud |      |      |      |      |      |      |
| 400m wisselslag   |      |      |      |      |      |      |      |      |      |      |      |      |      |      | S    | Goud |
| 4x100m vrije slag | S    | Goud |      |      |      |      |      |      |      |      |      |      |      |      |      |      |
| 4x200m vrije slag |      |      |      |      |      |      |      |      |      |      | S    | Goud |      |      |      |      |
| 4x100m wisselslag |      |      |      |      |      |      |      |      |      |      |      |      |      |      | S    | Goud |
| Totaal            | 2    | 2    | 2    | 2    | 2    | 2    | 3    | 3    | 2    | 2    | 3    | 3    | 2    | 2    | 4    | 4    |

Gemengd
| Onderdeel         | Juli | Juli | Juli | Juli | Juli | Juli | Juli | Juli | Juli | Juli | Juli | Juli | Juli | Juli | Juli | Juli |
| Onderdeel         | 21   | 21   | 22   | 22   | 23   | 23   | 24   | 24   | 25   | 25   | 26   | 26   | 27   | 27   | 28   | 28   |
| ----------------- | ---- | ---- | ---- | ---- | ---- | ---- | ---- | ---- | ---- | ---- | ---- | ---- | ---- | ---- | ---- | ---- |
| 4x100m vrije slag |      |      |      |      |      |      |      |      |      |      |      |      | S    | Goud |      |      |
| 4x100m wisselslag |      |      |      |      |      |      | S    | Goud |      |      |      |      |      |      |      |      |
| Totaal            |      |      |      |      |      |      | 1    | 1    |      |      |      |      | 1    | 1    |      |      |

Vrouwen
| Onderdeel         | Juli | Juli | Juli | Juli | Juli | Juli | Juli | Juli | Juli | Juli | Juli | Juli | Juli | Juli | Juli | Juli |
| Onderdeel         | 21   | 21   | 22   | 22   | 23   | 23   | 24   | 24   | 25   | 25   | 26   | 26   | 27   | 27   | 28   | 28   |
| ----------------- | ---- | ---- | ---- | ---- | ---- | ---- | ---- | ---- | ---- | ---- | ---- | ---- | ---- | ---- | ---- | ---- |
| 50m vrije slag    |      |      |      |      |      |      |      |      |      |      |      |      | S    | HF   |      | Goud |
| 100m vrije slag   |      |      |      |      |      |      |      |      | S    | HF   |      | Goud |      |      |      |      |
| 200m vrije slag   |      |      |      |      | S    | HF   |      | Goud |      |      |      |      |      |      |      |      |
| 400m vrije slag   | S    | Goud |      |      |      |      |      |      |      |      |      |      |      |      |      |      |
| 800m vrije slag   |      |      |      |      |      |      |      |      |      |      | S    |      |      | Goud |      |      |
| 1500m vrije slag  |      |      | S    |      |      | Goud |      |      |      |      |      |      |      |      |      |      |
| 50m rugslag       |      |      |      |      |      |      | S    | HF   |      | Goud |      |      |      |      |      |      |
| 100m rugslag      |      |      | S    | HF   |      | Goud |      |      |      |      |      |      |      |      |      |      |
| 200m rugslag      |      |      |      |      |      |      |      |      |      |      | S    | HF   |      | Goud |      |      |
| 50m schoolslag    |      |      |      |      |      |      |      |      |      |      |      |      | S    | HF   |      | Goud |
| 100m schoolslag   |      |      | S    | HF   |      | Goud |      |      |      |      |      |      |      |      |      |      |
| 200m schoolslag   |      |      |      |      |      |      |      |      | S    | HF   |      | Goud |      |      |      |      |
| 50m vlinderslag   |      |      |      |      |      |      |      |      |      |      | S    | HF   |      | Goud |      |      |
| 100m vlinderslag  | S    | HF   |      | Goud |      |      |      |      |      |      |      |      |      |      |      |      |
| 200m vlinderslag  |      |      |      |      |      |      | S    | HF   |      | Goud |      |      |      |      |      |      |
| 200m wisselslag   | S    | HF   |      | Goud |      |      |      |      |      |      |      |      |      |      |      |      |
| 400m wisselslag   |      |      |      |      |      |      |      |      |      |      |      |      |      |      | S    | Goud |
| 4x100m vrije slag | S    | Goud |      |      |      |      |      |      |      |      |      |      |      |      |      |      |
| 4x200m vrije slag |      |      |      |      |      |      |      |      | S    | Goud |      |      |      |      |      |      |
| 4x100m wisselslag |      |      |      |      |      |      |      |      |      |      |      |      |      |      | S    | Goud |
| Totaal            | 2    | 2    | 2    | 2    | 3    | 3    | 1    | 1    | 3    | 3    | 2    | 2    | 3    | 3    | 4    | 4    |

## Medailles
Legenda
- WR = Wereldrecord
- CR = Kampioenschapsrecord

### Mannen
| Onderdeel            | Goud                                                                                                  | Goud       | Zilver | Zilver   | Brons | Brons           |
| -------------------- | --- | ---------- | --- | -------- | --- | --------------- |
| Vrije slag           | |            | |          | |                 |
| 50 m                 | Caeleb Dressel Verenigde Staten                                                                       | 21,04 CR   | Bruno Fratus Brazilië | 21,45    | Niet uitgereikt | Niet uitgereikt |
| 50 m                 | Caeleb Dressel Verenigde Staten                                                                       | 21,04 CR   | Kristian Gkolomeev Griekenland                                                                                             | 21,45    | Niet uitgereikt | Niet uitgereikt |
| 100 m                | Caeleb Dressel Verenigde Staten                                                                       | 46,96      | Kyle Chalmers Australië | 47,08    | Vladislav Grinev Rusland | 47,82           |
| 200 m                | Sun Yang China                                                                                        | 1.44,93    | Katsuhiro Matsumoto Japan                                                                                                  | 1.45,22  | Martin Maljoetin Rusland | 1.45,63         |
| 200 m                | Sun Yang China                                                                                        | 1.44,93    | Katsuhiro Matsumoto Japan                                                                                                  | 1.45,22  | Duncan Scott Verenigd Koninkrijk | 1.45,63         |
| 400 m                | Sun Yang China                                                                                        | 3.42,44    | Mack Horton Australië | 3.43,17  | Gabriele Detti Italië | 3.43,23         |
| 800 m                | Gregorio Paltrinieri Italië                                                                           | 7.39,27    | Henrik Christiansen Noorwegen                                                                                              | 7.41,28  | David Aubry Frankrijk | 7.42,08         |
| 1500 m               | Florian Wellbrock Duitsland                                                                           | 14.36,54   | Mychailo Romantsjoek Oekraïne                                                                                              | 14.37,63 | Gregorio Paltrinieri Italië | 14.38,75        |
| Rugslag              | |            | |          | |                 |
| 50 m                 | Zane Waddell Zuid-Afrika                                                                              | 24,43      | Jevgeni Rylov Rusland | 24,49    | Kliment Kolesnikov Rusland | 24,51           |
| 100 m                | Xu Jiayu China                                                                                        | 52,43      | Jevgeni Rylov Rusland | 52,67    | Mitch Larkin Australië | 52,77           |
| 200 m                | Jevgeni Rylov Rusland                                                                                 | 1.53,40    | Ryan Murphy Verenigde Staten                                                                                               | 1.54,12  | Luke Greenbank Verenigd Koninkrijk | 1.55,85         |
| Schoolslag           | |            | |          | |                 |
| 50 m                 | Adam Peaty Verenigd Koninkrijk                                                                        | 26,06      | Felipe Lima Brazilië | 26,66    | João Gomes Júnior Brazilië | 26,69           |
| 100 m                | Adam Peaty Verenigd Koninkrijk                                                                        | 57,14      | James Wilby Verenigd Koninkrijk                                                                                            | 58,46    | Yan Zibei China | 58,63           |
| 200 m                | Anton Tsjoepkov Rusland                                                                               | 2.06,12 WR | Matthew Wilson Australië                                                                                                   | 2.06,68  | Ippei Watanabe Japan | 2.06,73         |
| Vlinderslag          | |            | |          | |                 |
| 50 m                 | Caeleb Dressel Verenigde Staten                                                                       | 22,37 CR   | Oleg Kostin Rusland | 22,70    | Nicholas Santos Brazilië | 22,79           |
| 100 m                | Caeleb Dressel Verenigde Staten                                                                       | 49,66      | Andrej Minakov Rusland | 50,83    | Chad le Clos Zuid-Afrika | 51,16           |
| 200 m                | Kristóf Milák Hongarije                                                                               | 1.50,73 WR | Daiya Seto Japan | 1.53,86  | Chad le Clos Zuid-Afrika | 1.54,15         |
| Wisselslag           | |            | |          | |                 |
| 200 m                | Daiya Seto Japan                                                                                      | 1.56,14    | Jérémy Desplanches Zwitserland                                                                                             | 1.56,56  | Chase Kalisz Verenigde Staten | 1.56,78         |
| 400 m                | Daiya Seto Japan                                                                                      | 4.08,95    | Jay Litherland Verenigde Staten                                                                                            | 4.09,22  | Lewis Clareburt Nieuw-Zeeland | 4.12,07         |
| Vrije slag estafette | |            | |          | |                 |
| 4×100 m              | Verenigde Staten Caeleb Dressel Blake Pieroni Zach Apple Nathan Adrian Townley Haas Michael Chadwick  | 3.09,06    | Rusland Vladislav Grinev Vladimir Morozov Kliment Kolesnikov Jevgeni Rylov Andrej Minakov                                  | 3.09,97  | Australië Cameron McEvoy Clyde Lewis Alexander Graham Kyle Chalmers                                                                            | 3.11,22         |
| 4×200 m              | Australië Clyde Lewis Kyle Chalmers Alexander Graham Mack Horton Jack McLoughlin Thomas Fraser-Holmes | 7.00,85    | Rusland Michail Dovgaljoek Michail Vekovisjtsjev Aleksandr Krasnych Martin Maljoetin Ivan Girev                            | 7.01,81  | Verenigde Staten Andrew Seliskar Blake Pieroni Zach Apple Townley Haas Jack Conger Jack LeVant                                                 | 7.01,98         |
| Wisselslagestafette  | |            | |          | |                 |
| 4×100 m              | Verenigd Koninkrijk Luke Greenbank Adam Peaty James Guy Duncan Scott James Wilby                      | 3.28,10    | Verenigde Staten Ryan Murphy Andrew Wilson Caeleb Dressel Nathan Adrian Matt Grevers Michael Andrew Jack Conger Zach Apple | 3.28,45  | Rusland Jevgeni Rylov Kirill Prigoda Andrej Minakov Vladimir Morozov Kliment Kolesnikov Anton Tsjoepkov Michail Vekovisjtsjev Vladislav Grinev | 3.28,81         |

### Vrouwen
| Onderdeel            | Goud | Goud       | Zilver | Zilver   | Brons | Brons    |
| -------------------- | --- | ---------- | --- | -------- | --- | -------- |
| Vrije slag           | |            | |          | |          |
| 50 m                 | Simone Manuel Verenigde Staten | 24,05      | Sarah Sjöström Zweden                                                                                                  | 24,07    | Cate Campbell Australië                                                                                     | 24,11    |
| 100 m                | Simone Manuel Verenigde Staten | 52,04      | Cate Campbell Australië                                                                                                | 52,43    | Sarah Sjöström Zweden                                                                                       | 52,46    |
| 200 m                | Federica Pellegrini Italië | 1.54,22    | Ariarne Titmus Australië                                                                                               | 1.54,66  | Sarah Sjöström Zweden                                                                                       | 1.54,78  |
| 400 m                | Ariarne Titmus Australië | 3.58,76    | Katie Ledecky Verenigde Staten                                                                                         | 3.59,97  | Leah Smith Verenigde Staten                                                                                 | 4.01,29  |
| 800 m                | Katie Ledecky Verenigde Staten | 8.13,58    | Simona Quadarella Italië                                                                                               | 8.14,99  | Ariarne Titmus Australië                                                                                    | 8.15,70  |
| 1500 m               | Simona Quadarella Italië | 15.40,89   | Sarah Köhler Duitsland                                                                                                 | 15.48,83 | Wang Jianjiahe China                                                                                        | 15.51,00 |
| Rugslag              | |            | |          | |          |
| 50 m                 | Olivia Smoliga Verenigde Staten | 27,33      | Etiene Medeiros Brazilië                                                                                               | 27,44    | Darja Vaskina Rusland                                                                                       | 27,51    |
| 100 m                | Kylie Masse Canada | 58,60      | Minna Atherton Australië                                                                                               | 58,85    | Olivia Smoliga Verenigde Staten                                                                             | 58,91    |
| 200 m                | Regan Smith Verenigde Staten | 2.03,69    | Kaylee McKeown Australië                                                                                               | 2.06,26  | Kylie Masse Canada                                                                                          | 2.06,62  |
| Schoolslag           | |            | |          | |          |
| 50 m                 | Lilly King Verenigde Staten | 29,84      | Benedetta Pilato Italië                                                                                                | 30,00    | Joelia Jefimova Rusland                                                                                     | 30,15    |
| 100 m                | Lilly King Verenigde Staten | 1.04,93    | Joelia Jefimova Rusland                                                                                                | 1.05,49  | Martina Carraro Italië                                                                                      | 1.06,36  |
| 200 m                | Joelia Jefimova Rusland | 2.20,17    | Tatjana Schoenmaker Zuid-Afrika                                                                                        | 2.22,52  | Sydney Pickrem Canada                                                                                       | 2.22,90  |
| Vlinderslag          | |            | |          | |          |
| 50 m                 | Sarah Sjöström Zweden | 25,02      | Ranomi Kromowidjojo Nederland                                                                                          | 25,35    | Farida Osman Egypte                                                                                         | 25,47    |
| 100 m                | Margaret MacNeil Canada | 55,83      | Sarah Sjöström Zweden                                                                                                  | 56,22    | Emma McKeon Australië                                                                                       | 56,61    |
| 200 m                | Boglárka Kapás Hongarije | 2.06,78    | Hali Flickinger Verenigde Staten                                                                                       | 2.06,95  | Katie Drabot Verenigde Staten                                                                               | 2.07,04  |
| Wisselslag           | |            | |          | |          |
| 200 m                | Katinka Hosszú Hongarije | 2.07,52    | Ye Shiwen China | 2.08,60  | Sydney Pickrem Canada                                                                                       | 2.08,70  |
| 400 m                | Katinka Hosszú Hongarije | 4.30,39    | Ye Shiwen China | 4.32,07  | Yui Ohashi Japan                                                                                            | 4.32,33  |
| Vrije slag estafette | |            | |          | |          |
| 4×100 m              | Australië Bronte Campbell Brianna Throssell Emma McKeon Cate Campbell Madison Wilson                                                  | 3.30,21 CR | Verenigde Staten Mallory Comerford Abbey Weitzeil Kelsi Dahlia Simone Manuel Allison Schmitt Margo Geer Lia Neal       | 3.31,02  | Canada Kayla Sanchez Taylor Ruck Penelope Oleksiak Margaret MacNeil Rebecca Smith                           | 3.31,78  |
| 4×200 m              | Australië Ariarne Titmus Madison Wilson Brianna Throssell Emma McKeon Leah Neale Kiah Melverton                                       | 7.41,50 WR | Verenigde Staten Simone Manuel Katie Ledecky Melanie Margalis Katie McLaughlin Allison Schmitt Gabby DeLoof Leah Smith | 7.41,87  | Canada Kayla Sanchez Taylor Ruck Emily Overholt Penelope Oleksiak Rebecca Smith Emma O'Croinin              | 7.44,26  |
| Wisselslagestafette  | |            | |          | |          |
| 4×100 m              | Verenigde Staten Regan Smith Lilly King Kelsi Dahlia Simone Manuel Olivia Smoliga Melanie Margalis Katie McLaughlin Mallory Comerford | 3.50,40 WR | Australië Minna Atherton Jessica Hansen Emma McKeon Cate Campbell Kaylee McKeown Brianna Throssell Madison Wilson      | 3.53,42  | Canada Kylie Masse Sydney Pickrem Margaret MacNeil Penelope Oleksiak Kierra Smith Rebecca Smith Taylor Ruck | 3.53,58  |

### Gemengd
| Onderdeel            | Goud | Goud       | Zilver | Zilver  | Brons                                                                                                  | Brons   |
| -------------------- | --- | ---------- | --- | ------- | --- | ------- |
| Vrije slag estafette | |            | |         | |         |
| 4×100 m              | Verenigde Staten Caeleb Dressel Zach Apple Mallory Comerford Simone Manuel Blake Pieroni Nathan Adrian Katie McLaughlin Abbey Weitzeil | 3.19,40 WR | Australië Kyle Chalmers Clyde Lewis Emma McKeon Bronte Campbell Cameron McEvoy Alexander Graham Brianna Throssell Madison Wilson | 3.19,97 | Frankrijk Clément Mignon Mehdy Metella Charlotte Bonnet Marie Wattel Maxime Grousset Béryl Gastaldello | 3.22,11 |
| Wisselslagestafette  | |            | |         | |         |
| 4×100 m              | Australië Mitch Larkin Matthew Wilson Emma McKeon Cate Campbell Minna Atherton Matthew Temple Bronte Campbell                          | 3.39,08    | Verenigde Staten Ryan Murphy Lilly King Caeleb Dressel Simone Manuel Matt Grevers Andrew Wilson Kelsi Dahlia Mallory Comerford   | 3.39,10 | Verenigd Koninkrijk Georgia Davies Adam Peaty James Guy Freya Anderson James Wilby                     | 3.40,68 |

### Medaillespiegel
| Plaats | Land                | Goud | Zilver | Brons | Totaal |
| 1      | Verenigde Staten    | 14   | 8      | 5     | 27     |
| 2      | Australië           | 5    | 9      | 5     | 19     |
| 3      | Hongarije           | 4    | 0      | 0     | 4      |
| 4      | Rusland             | 3    | 7      | 6     | 16     |
| 5      | Italië              | 3    | 2      | 3     | 8      |
| 6      | China               | 3    | 2      | 2     | 7      |
| 7      | Verenigd Koninkrijk | 3    | 1      | 3     | 7      |
| 8      | Japan               | 2    | 2      | 2     | 6      |
| 9      | Canada              | 2    | 0      | 6     | 8      |
| 10     | Zweden              | 1    | 2      | 2     | 5      |
| 11     | Zuid-Afrika         | 1    | 1      | 2     | 4      |
| 12     | Duitsland           | 1    | 1      | 0     | 2      |
| 13     | Brazilië            | 0    | 3      | 2     | 5      |
| 14     | Griekenland         | 0    | 1      | 0     | 1      |
| 14     | Nederland           | 0    | 1      | 0     | 1      |
| 14     | Noorwegen           | 0    | 1      | 0     | 1      |
| 14     | Oekraïne            | 0    | 1      | 0     | 1      |
| 14     | Zwitserland         | 0    | 1      | 0     | 1      |
| 19     | Frankrijk           | 0    | 0      | 2     | 2      |
| 20     | Egypte              | 0    | 0      | 1     | 1      |
| 20     | Nieuw-Zeeland       | 0    | 0      | 1     | 1      |
| Totaal | Totaal              | 42   | 43     | 42    | 127    |